# Virgen amamantando al Niño (Zurbarán)
Virgen amamantando al Niño o la Virgen de la leche es un lienzo perteneciente a la última etapa pictórica de Francisco de Zurbarán. Fue realizado en 1658, durante su segunda estancia en Madrid, y representa un tema hasta aquel momento inédito en su producción artística.

## Introducción
En la etapa final de la producción de Zurbarán, los anteriores clientes monásticos fueron sustituidos por particulares, que demandaban otros temas y preferían otra sensibilidad artística. Si bien continuó con algunos antiguos motivos iconográficos, inició otras temáticas nuevas, realizando un buen número de lienzos tratando la iconografía del arte mariano —especialmente la de la Virgen con el Niño— sin equivalente en los años anteriores. También renovó su técnica, que devino más suave y suelta y con un claroscuro menos marcado, seguramente para estar acorde con la nueva generación de pintores, representada por Murillo.

## Tema de la obra
La Virgen de la Leche es un motivo iconográfico con una larga tradición en el arte cristiano. Sin embargo, fue muy poco representado en la pintura barroca española. No lo interpretaron Velázquez, ni Murillo, ni Valdés Leal, aunque si lo hizo Alonso Cano. Zurbarán seguramente se basó como fuente literaria en la Flos sanctorum, de Alonso de Villegas, ya que esta temática no figura en los Evangelios canónicos. En el aspecto formal, pudo basarse en la Virgen de la leche, del pintor manierista Luis de Morales, o bien —según Elizabeth du Gué Trapier— en un relieve atribuido a Desiderio da Settignano, en la Catedral de Badajoz.

## Descripción de la obra
Datos técnicos y registrales
- Moscú, Museo Pushkin, n º. catálogo: Zh-200;[5]
- Pintura al óleo sobre lienzo;
- Dimensiones: 101 x 78 cm, según Delenda (101 x 78,5 cm, según el museo);
- Datación: 1658;
- Catalogado por Odile Delenda con el número 252 en su catálogo razonado de obras de Zurbarán, y por Tiziana Frati con el número 478.[6]
- Firmado y fechado: Franco de Zurbaran/f.1658.

### Análisis de la obra
Las dos figuras destacan sobre un fondo dorado oscuro, con tres cabezas de angelitos en la esquina superior izquierda, formando una escena de gran intimidad y ternura. La Virgen María está cariñosamente inclinada hacia el Niño Jesús, envolviéndolo con sus brazos. Lleva un vestido carmín rosado, un manto azul y, alrededor del cuello, un fino velo transparente amarillento claro. Sus rasgos muestran el ideal de belleza femenina que tenía Zurbarán. El Niño es extraordinariamente natural y vivo, y extiende su manita derecha hacia el vestido de María. Los paños que lo cubren son del deslumbrante color blanco propio del pintor. En la parte inferior derecha, sobre una pequeña mesa, hay un plato de peltre con un jarroncito de barro blanco y una pequeña manzana, formando un hermoso bodegón.

## Procedencia
1. San Petersburgo, colección condesa Schuvalova; Moscú;
2. Moscú, Museo Pushkin desde 1922.[8]